# La Binchoise
La Binchoise é uma fábrica de cerveja artesanal belga. A especialidade é a elaboração de cervejas de alta fermentação segundo um método tradicional.
A La Binchoise, como o seu nome indica, está localizada em Binche, cidade medieval belga situada a 60 km a sul de Bruxelas. Cidade de grande tradição cervejeira, os arquivos de Binche do ano de 1847 já citavam a exploração de uma fábrica de cerveja nas atuais instalações de La Binchoise.
Foi em 1995 quando La Brasserie Binchoise se apresentou no certame World Beer Championships de Chicago e consegui a medalha de prata para a Spéciale Noël e a medalha de ouro para a cerveja dos Ursos (miel).